# فرانكا (البرازيل)
فرانكا هي مدينة، وبلدية في البرازيل، تتبع ساو باولو، بلغ عدد سكانها 287,737  نسمة في 2000، تبلغ مساحتها 607.333 كيلومتر مربع.

## الموقع
تشترك في الحدود مع:
- Patrocínio Paulista [الإنجليزية]‏
- Rifaina [الإنجليزية]‏.

## المناخ
يظهر الجدول التالي التغييرات المناخية على مدار السنة لفرانكا:
| البيانات المناخية لـفرانكا        | البيانات المناخية لـفرانكا | البيانات المناخية لـفرانكا | البيانات المناخية لـفرانكا | البيانات المناخية لـفرانكا | البيانات المناخية لـفرانكا | البيانات المناخية لـفرانكا | البيانات المناخية لـفرانكا | البيانات المناخية لـفرانكا | البيانات المناخية لـفرانكا | البيانات المناخية لـفرانكا | البيانات المناخية لـفرانكا | البيانات المناخية لـفرانكا | البيانات المناخية لـفرانكا |
| الشهر                             | يناير                      | فبراير                     | مارس                       | أبريل                      | مايو                       | يونيو                      | يوليو                      | أغسطس                      | سبتمبر                     | أكتوبر                     | نوفمبر                     | ديسمبر                     | المعدل السنوي              |
| --------------------------------- | -------------------------- | -------------------------- | -------------------------- | -------------------------- | -------------------------- | -------------------------- | -------------------------- | -------------------------- | -------------------------- | -------------------------- | -------------------------- | -------------------------- | -------------------------- |
| متوسط درجة الحرارة الكبرى °م (°ف) | 23.3 (73.9)                | 22.8 (73.0)                | 22.9 (73.2)                | 22.2 (72.0)                | 21.6 (70.9)                | 20.8 (69.4)                | 20.7 (69.3)                | 23.9 (75.0)                | 25.0 (77.0)                | 25.1 (77.2)                | 23.8 (74.8)                | 23.2 (73.8)                | 22.9 (73.2)                |
| متوسط درجة الحرارة الصغرى °م (°ف) | 17.6 (63.7)                | 17.0 (62.6)                | 16.7 (62.1)                | 15.5 (59.9)                | 14.1 (57.4)                | 12.8 (55.0)                | 12.4 (54.3)                | 13.8 (56.8)                | 15.3 (59.5)                | 15.9 (60.6)                | 16.8 (62.2)                | 17.3 (63.1)                | 15.4 (59.7)                |
| الهطول مم (إنش)                   | 297.1 (11.70)              | 227.7 (8.96)               | 180.4 (7.10)               | 79.5 (3.13)                | 57.4 (2.26)                | 26.7 (1.05)                | 21.9 (0.86)                | 23.4 (0.92)                | 71.7 (2.82)                | 160.6 (6.32)               | 201.2 (7.92)               | 275.8 (10.86)              | 1٬623٫4 (63.91)            |
| المصدر:                           |                            |                            |                            |                            |                            |                            |                            |                            |                            |                            |                            |                            |                            |

## أعلام
- جاكسون
- فرنسيسكو سيرجيو غارسيا
- أدريانا مويسيس بينتو
- ريغينا دوارتي
- ماركوس أوريليو فيرنانديز دا سيلفا